# Reichsbank (Dresden)

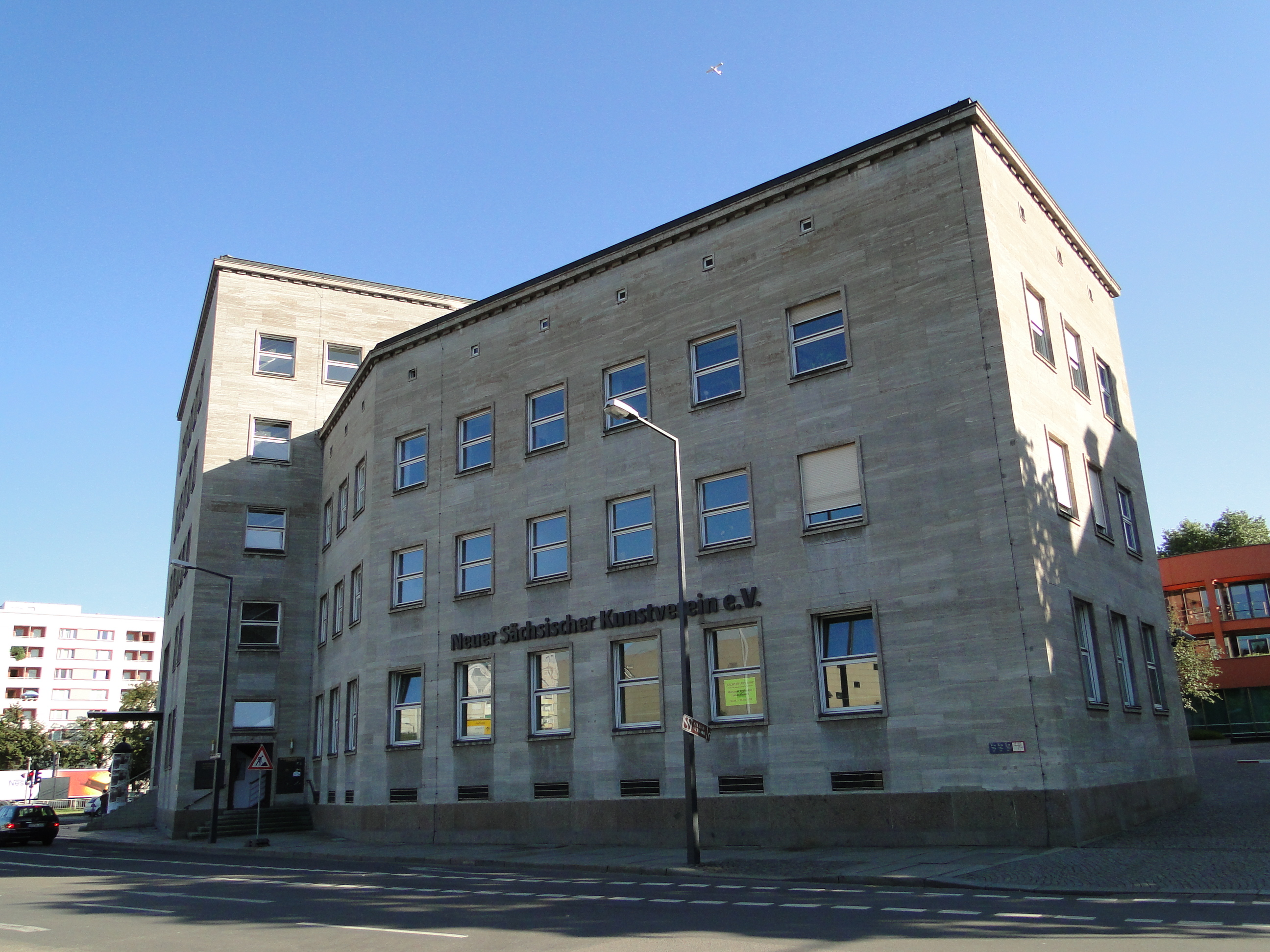
Das Gebäude der ehemaligen Reichsbank

Das Gebäude der ehemaligen Reichsbank befindet sich an der St. Petersburger Straße, Ecke Akademiestraße in Dresden. Es besteht aus den nicht zerstörten, heute unter Denkmalschutz stehenden Resten des ehemaligen Reichsbankgebäudes.

## Beschreibung
Das 1928 bis 1930 nach Plänen von Reichsbank-Baudirektor Heinrich Wolff errichtete Gebäude der damaligen Reichsbank-Hauptstelle Dresden ist ein „am Stil der Neuen Sachlichkeit orientierte[s]“ Gebäude. Wolff erbaute später auch den Neubau der Zentrale der Reichsbank in Berlin.
Das Gebäude hat eine „erhöhte […] städtebauliche Bedeutung, das als Solitär den nordöstlichen Abschluss der Altstadt markiert“ und ist ein mit Muschelkalk verkleideter Altbau. Bis 1945 war das Gebäude eine Zwei-Flügel-Anlage, bestehend aus Eckbau mit Eingang und Hauptgebäude. Im Jahr 1945 wurde der Hauptflügel mit dem zweigeschossigen, repräsentativen Saal zerstört. Erhalten blieb lediglich der Eckbau mit dem Eingang zum Gebäude. Von 1994 bis 1997 wurde erneut ein Hauptflügel errichtet, der sich jedoch in Kubatur und Fassadengestaltung vom ursprünglichen Bau unterscheidet. So wurde ein zusätzliches Staffelgeschoss  eingerichtet und die Fassade in einer Terrakotta-Farbgebung verputzt.
Die Denkmaleigenschaft wird vom Landesamt für Denkmalpflege Sachsen beschrieben: „Erhaltene Teile eines ehemals dreiflügeligen Bankgebäudes, eines der wenige Dresdner Solitäre, vor allem im Sinnes des Internationalen Stiles der Moderne, gekennzeichnet durch einfache kubische Hauptformen, Fensterbände sowie das Fehlen von Ornament und Profilierung.“

## Nutzung

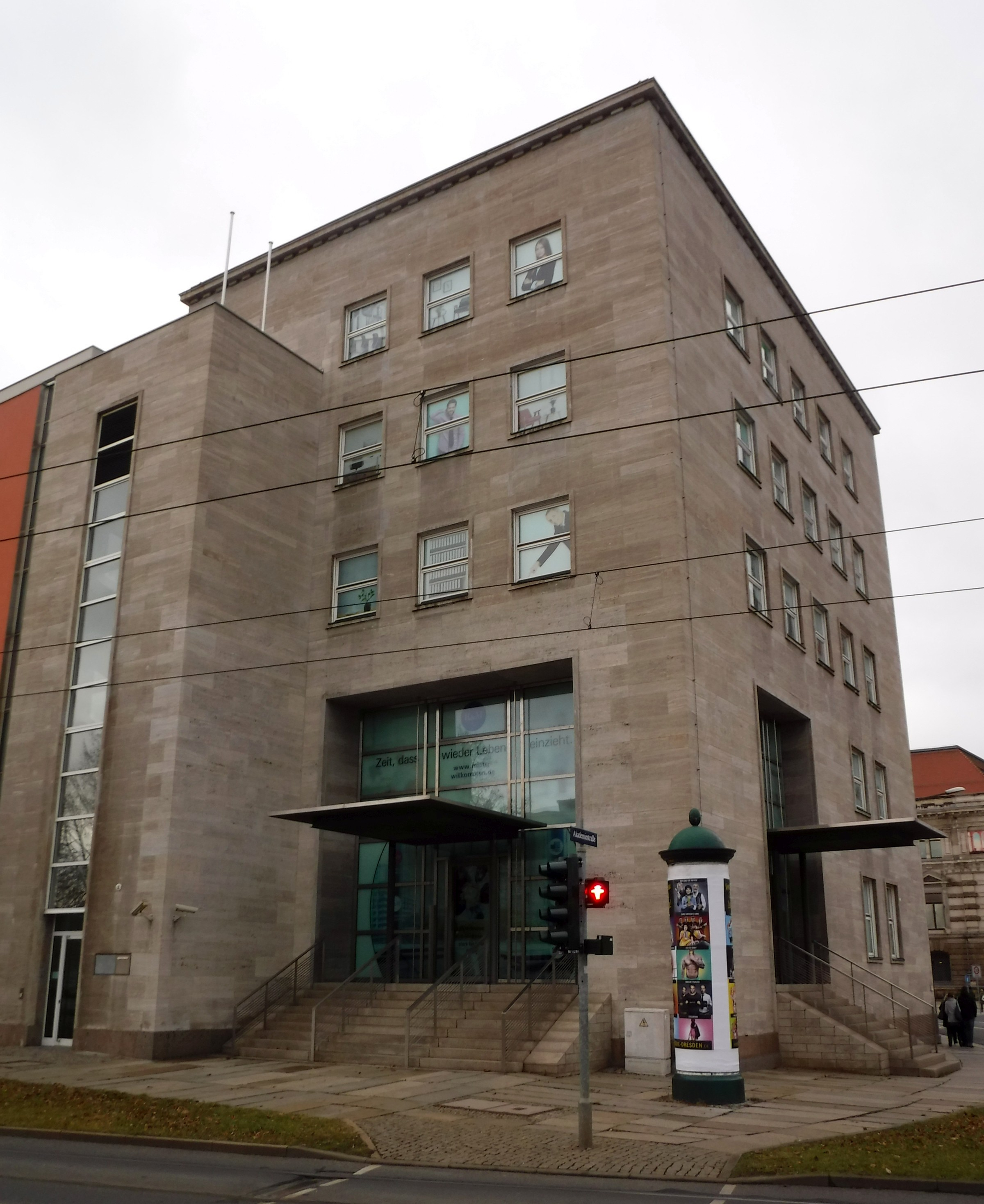
Ansicht von der St. Petersburger Straße

Nach der Wende gehörte das Gebäude bis 2002 zur Landeszentralbank Sachsen und Thüringen, bis Frühling 2015 war es die Filiale Dresden der Deutschen Bundesbank. Eine im September 2015 geplante Nutzung des Gebäudes als Unterkunft für mindestens 500 Flüchtlinge wurde nicht realisiert.
Im Jahr 2017 wurde das Gebäude verkauft. Der neue Eigentümer vermietet auf 10.000 Quadratmeter Fläche im Gebäude individuell geteilte Büroflächen.